# Kore de Antenor
La Kore de Antenor (en griego antiguo: Κόρη του Αντήνορος, Hija de Antenoros) es una antigua estatua griega representativa del período arcaico esculpida en mármol de Paros que fue hallada entre las ruinas de la Acrópolis de Atenas, muy cerca de donde se encontró el Moscóforo, en dos partes: la parte inferior se halló al este del Partenón en 1882 y la parte superior al oeste del Erecteón en 1886. Sobrevivió porque se ocultó de los persas durante las guerras médicas en el 480 a. C. mediante enterramiento.

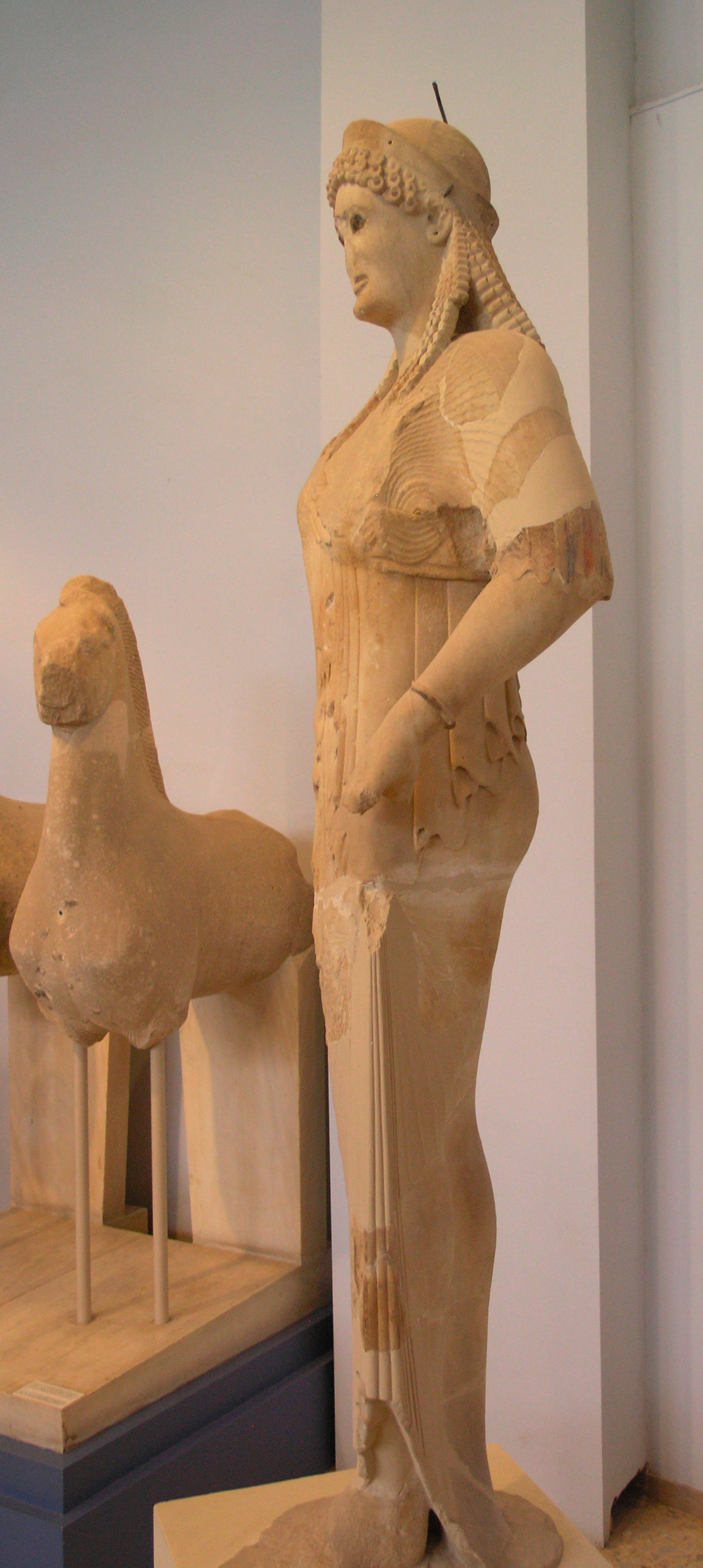
La Kore de perfil.

En la misma excavación que los fragmentos de la estatua, se encontraron en el Perserschutt fragmentos de una base de estatua de mármol pentélico en forma de capitel. Franz Studniczka relacionó por primera vez esta base con la estatua, conclusión que ha sido ampliamente aceptada, aunque algunos aún dudan. Una inscripción en la base nombra al donante Nearco y al escultor Antenor hijo de Eumares. Dice así: en griego antiguo: ΝΕΑΡΧΟΣΑΝΕΘΕΚΕΝ[ΗΟΚΕΡΑΜΕ]-ΥΣΕΡΓΟΝΑΠΑΡΧΕΝΤΑΘ[ΕΝΑΙΑΙ].  El en griego antiguo: ΥΣ superviviente al principio de la segunda línea se restaura generalmente como en griego antiguo: κεραμεύς y el donante se identifica con el alfarero atestiguado Nearco, del segundo cuarto del siglo VI a. C. o con un alfarero desconocido del mismo nombre, tal vez un hijo o tío del conocido Nearco. A veces se ha dudado de que un simple artesano pudiera ser el donante de semejante estatua votiva y se han sugerido restauraciones alternativas de la inscripción.. Por otra parte, en el siglo VI a. C. era muy posible ganar una fortuna importante gracias a la artesanía, y se conocen donaciones de alfareros y pintores de vasos en la Acrópolis.
En la actualidad se encuentra expuesta en el Museo de la Acrópolis.

## Descripción
Es la estatua más grande, en cuanto a altura, de las que se han encontrado en la Acrópolis de Atenas, seguramente expuesta como un regalo para la diosa Atenea. Representa a una mujer joven y musculosa cuyo pie se encuentra ligeramente adelantado a la derecha. La doncella está vestida con un quitón y porta encima de este un himatión, que es una especie de manto o chal.
Porta un brazalete verde tallado en el brazo izquierdo, que parece estar conectado al colgajo del quitón. Dos rayas rojas con un apartado verde decoraban el borde inferior del himatión. Su cabello es mayormente liso, aunque en la frente se vislumbra un flequillo diseñado con rizos. La diadema que lleva tiene restos de una decoración serpenteante pintada. 
Los ojos y la boca son horizontales, con la característica sonrisa arcaica. Los párpados inferiores son rectos, mientras que en la parte superior están arqueados siguiendo el estilo ático, como la forma de la cara y las orejas. Su mentón es sólido y cuadrado. Los hombros son anchos y altos, mientras que la parte inferior carece de profundidad; ambos brazos están inusualmente separados del cuerpo y el brazo izquierdo no está modelado, como suele hacerse, sino que se une al resto de la estatua.

## Interpretación
El análisis de la estatua expone la fecha de su tallado en torno al año 525 a. C., quizá por la misma época que el kuros de Creso. En aquellos años, Atenas vivía bajo la tiranía de Pisístrato, etapa durante la cual los artistas disfrutaron de un período de grandes y frecuentes encargos, tanto para la ciudad como para coleccionistas particulares y cargos públicos.
Los hallazgos en su excavación incluyeron también diversos fragmentos de una base sobre la que se erguía la estatua, que estaba realizada en mármol pentélico en forma de capitel de un pilar. Todo ello dejaba entrever, para Franz Studniczka, que estatua y base eran uno solo, aunque ha habido posteriores discrepancias sobre esa afirmación.